# Зора
Зора је део дана (почетак обданице) и један од 2 сумрака. Обданица природно започиње зором, а завршава се током вечери, тј. другим сумраком током дана.
Обданица почиње зором, тачније изласком сунца на источној страни хоризонта и то је симбол почетка, односно период дана када се цела природа у том делу планете буди. Овај део дана се сматра најлепшим и најрадоснијим делом дана.  
Такође зора симболизује завршетак ноћи (мрака) и почетак обданице (светлости)
Као симбол лепоте зора је била инспирација многим уметницима: писцима, песницима, сликарима и филмским ствараоцима.